# Olle Andersson (ishockeyspelare)
Olle Andersson, född 1 juli 1914 i Rättvik, död 28 april 1990 i Stockholm, var en svensk ishockeyspelare som spelade under 1930- och 1940-talet. Han startade sin elitkarriär i IK Hermes 1933 och blev värvad till AIK 1936, en klubb han fortsatte spela med till 1948. Med AIK blev han svensk mästare tre gånger, 1938, 1946 och 1947, och han vann skytteligan 1937. Han spelade för Sveriges herrlandslag i ishockey i tre världsmästerskap, 1935, 1937 och 1938. Totalt spelade han 22 landskamper och han hade nummer 27 på sin ishockeytröja. 